# Lake Minchumina
Lake Minchumina és una concentració de població designada pel cens dels Estats Units a l'estat d'Alaska. Segons el cens del 2000 tenia 32 habitants.

## Demografia
Segons el cens del 2000, Lake Minchumina tenia 32 habitants, 16 habitatges, i 9 famílies La densitat de població era de 0,1 habitants/km².
Dels 16 habitatges en un 25% hi vivien nens de menys de 18 anys, en un 50% hi vivien parelles casades, en un 6,3% dones solteres, i en un 43,8% no eren unitats familiars. En el 37,5% dels habitatges hi vivien persones soles el 6,3% de les quals corresponia a persones de 65 anys o més que vivien soles. El nombre mitjà de persones vivint en cada habitatge era de 2 i el nombre mitjà de persones que vivien en cada família era de 2,67.
Per edats la població es repartia de la següent manera: un 18,8% tenia menys de 18 anys, un 6,3% entre 18 i 24, un 40,6% entre 25 i 44, un 31,3% de 45 a 60 i un 3,1% 65 anys o més.
L'edat mediana era de 36 anys. Per cada 100 dones hi havia 113,3 homes. Per cada 100 dones de 18 o més anys hi havia 116,7 homes.
La renda mediana per habitatge era de 36.250 $ i la renda mediana per família de 33.750 $. Els homes tenien una renda mediana de 26.250 $ mentre que les dones 0 $. La renda per capita de la població era de 26.781 $. Cap de les famílies estaven per davall del llindar de pobresa.

## Poblacions més properes
El següent diagrama mostra les poblacions més properes.